# Combinado nórdico nos Jogos Olímpicos de Inverno de 2022 - Equipes
A competição por equipes do combinado nórdico nos Jogos Olímpicos de Inverno de 2022 ocorreu em 17 de fevereiro no Centro Nórdico Kuyangshu e Centro de Biatlo, localizado em Zhangjiakou.

## Medalhistas
|  | NOR Noruega                                                      |  | GER Alemanha                                           |  | JPN Japão                                                |
|  | Jørgen Graabak Jens Lurås Oftebro Espen Bjørnstad Espen Andersen |  | Manuel Faißt Eric Frenzel Vinzenz Geiger Julian Schmid |  | Akito Watabe Yoshito Watabe Hideaki Nagai Ryota Yamamoto |

## Resultados

### Salto de esqui
A competição de saltos define a ordem de largada das equipes no cross-country.
| Pos. | Bib                    | País                                                                          | Distância (m)           | Pontos                        | Diferença |
| ---- | ---------------------- | ----------------------------------------------------------------------------- | ----------------------- | ----------------------------- | --------- |
| 1    | 8 8–1 8–2 8–3 8–4      | AUT Áustria Martin Fritz Johannes Lamparter Lukas Greiderer Franz-Josef Rehrl | 121.0 140.0 130.0 141.0 | 475.4 101.2 125.5 121.2 127.5 | 0:00      |
| 2    | 9 9–1 9–2 9–3 9–4      | NOR Noruega Jørgen Graabak Jens Lurås Oftebro Espen Bjørnstad Espen Andersen  | 125.5 131.0 133.5 133.5 | 469.4 112.7 114.6 122.4 119.7 | +0:08     |
| 3    | 10 10–1 10–2 10–3 10–4 | GER Alemanha Manuel Faißt Eric Frenzel Vinzenz Geiger Julian Schmid           | 128.5 132.0 133.0 131.5 | 467.0 117.1 108.8 115.6 125.5 | +0:11     |
| 4    | 7 7–1 7–2 7–3 7–4      | JPN Japão Akito Watabe Yoshito Watabe Hideaki Nagai Ryota Yamamoto            | 125.0 133.5 128.5 135.0 | 466.6 109.1 124.5 111.6 121.4 | +0:12     |
| 5    | 4 4–1 4–2 4–3 4–4      | FRA França Mattéo Baud Gaël Blondeau Antoine Gérard Laurent Mühlethaler       | 130.0 111.0 125.5 127.0 | 410.0 114.9 81.4 103.2 110.5  | +1:27     |
| 6    | 2 2–1 2–2 2–3 2–4      | CZE República Checa Ondřej Pažout Jan Vytrval Lukáš Daněk Tomáš Portyk        | 127.5 120.5 122.0 123.5 | 403.7 105.7 101.2 97.1 99.7   | +1:36     |
| 7    | 5 5–1 5–2 5–3 5–4      | USA Estados Unidos Jasper Good Taylor Fletcher Jared Shumate Ben Loomis       | 114.5 113.0 128.0 129.0 | 387.1 80.9 85.0 108.1 113.1   | +1:58     |
| 8    | 6 6–1 6–2 6–3 6–4      | FIN Finlândia Ilkka Herola Arttu Mäkiaho Perttu Reponen Eero Hirvonen         | 118.0 116.5 123.0 123.5 | 385.1 94.7 87.6 98.7 104.1    | +2:00     |
| 9    | 3 3–1 3–2 3–3 3–4      | ITA Itália Samuel Costa Alessandro Pittin Iacopo Bortolas Raffaele Buzzi      | 110.5 104.5 116.0 124.0 | 320.1 72.2 64.3 86.4 97.2     | +3:27     |
| 10   | 1 1–1 1–2 1–3 1–4      | CHN China Zhao Zihe Zhao Jiawen Guo Yuhao Fan Haibin                          | 98.0 93.5 81.5 106.5    | 184.7 93.5 47.8 16.0 66.3     | +6:28     |

### Cross-country
As equipes largaram de forma escalonada e cada atleta percorreu 10 quilômetros.
| Pos. | Bib                    | Atleta                                                                        | Atraso na largada | Tempo cross-country                     | Pos. cross-country | Tempo final | Diferença |
| ---- | ---------------------- | ----------------------------------------------------------------------------- | ----------------- | --------------------------------------- | ------------------ | ----------- | --------- |
| 01 ! | 2 2–1 2–2 2–3 2–4      | NOR Noruega Espen Bjørnstad Espen Andersen Jens Lurås Oftebro Jørgen Graabak  | 0:08              | 50:37.1 12:52.3 12:34.2 12:19.5 12:51.1 | 1                  | 50:45.1     | —         |
| 02 ! | 3 3–1 3–2 3–3 3–4      | GER Alemanha Manuel Faißt Julian Schmid Eric Frenzel Vinzenz Geiger           | 0:11              | 51:29.0 12:44.7 12:41.7 12:53.5 13:09.1 | 5                  | 51:40:0     | +54.9     |
| 03 ! | 4 4–1 4–2 4–3 4–4      | JPN Japão Yoshito Watabe Hideaki Nagai Akito Watabe Ryota Yamamoto            | 0:12              | 51:28.3 12:44.0 12:41.8 12:26.6 13:35.9 | 4                  | 51:40.3     | +55.2     |
| 4    | 1 1–1 1–2 1–3 1–4      | AUT Áustria Franz-Josef Rehrl Johannes Lamparter Lukas Greiderer Martin Fritz | 0:00              | 51:44.7 12:56.6 12:36.6 12:31.6 13:39.9 | 8                  | 51:44.7     | +59.6     |
| 5    | 5 5–1 5–2 5–3 5–4      | FRA França Gaël Blondeau Mattéo Baud Antoine Gérard Laurent Mühlethaler       | 1:27              | 51:33.1 12:46.5 12:53.2 12:40.3 13:13.1 | 6                  | 53:00.1     | +2:15.0   |
| 6    | 7 7–1 7–2 7–3 7–4      | USA Estados Unidos Taylor Fletcher Ben Loomis Jasper Good Jared Shumate       | 1:58              | 51:09.1 12:16.3 12:52.3 13:07.4 12:53.1 | 2                  | 53:07.1     | +2:22.0   |
| 7    | 6 6–1 6–2 6–3 6–4      | CZE República Checa Tomáš Portyk Jan Vytrval Ondřej Pažout Lukáš Daněk        | 1:36              | 51:34.6 12:59.9 12:39.1 13:04.2 12:51.4 | 7                  | 53:10.6     | +2:25.5   |
| 8    | 8 8–1 8–2 8–3 8–4      | FIN Finlândia Ilkka Herola Arttu Mäkiaho Eero Hirvonen Perttu Reponen         | 2:00              | 51:24.1 12:35.5 12:51.3 12:41.2 13:16.1 | 3                  | 53:24.1     | +2:39.0   |
| 9    | 9 9–1 9–2 9–3 9–4      | ITA Itália Iacopo Bortolas Samuel Costa Raffaele Buzzi Alessandro Pittin      | 3:27              | 53:40.0 14:00.6 13:07.4 13:13.1 13:18.9 | 9                  | 57:07.0     | +6:21.9   |
| 10   | 10 10–1 10–2 10–3 10–4 | CHN China Zhao Jiawen Guo Yuhao Zhao Zihe Fan Haibin                          | 6:28              | 58:07.1 13:53.2 13:42.7 14:23.0 16:08.2 | 10                 | 1:04:35.1   | +13:50.0  |

Legenda
| Recorde mundial      | Recorde mundial (World record)               |                       | Recorde africano                      | Recorde africano (African) |                                           | Q | Classificado por posição (Qualified) |
| Recorde olímpico     | Recorde olímpico (Olympic record)            | Recorde da América    | Recorde da América (Americas)         | q                          | Classificado por melhor tempo (Qualified) |   |                                      |
| Melhor marca do ano  | Melhor marca do ano (World leading)          | Recorde asiático      | Recorde asiático (Asian)              | DNS                        | Não largou (Did not start)                |   |                                      |
| Recorde nacional     | Recorde nacional (National record)           | Recorde europeu       | Recorde europeu (European)            | DNF                        | Não terminou (Did not finish)             |   |                                      |
| Recorde pessoal      | Recorde pessoal do atleta (Personal best)    | Recorde da Oceania    | Recorde da Oceania (Oceania)          | DSQ / DQ                   | Desclassificado (Disqualified)            |   |                                      |
| Recorde da temporada | Recorde da temporada do atleta (Season best) | Recorde sul-americano | Recorde sul-americano (South America) | NM                         | Sem marca (No mark)                       |   |                                      |